# Ресмондо
Ресмондо (ісп. Rezmondo) — муніципалітет в Іспанії, у складі автономної спільноти Кастилія-і-Леон, у провінції Бургос. Населення — 17 осіб (2010).
Муніципалітет розташований на відстані близько 240 км на північ від Мадрида, 48 км на північний захід від Бургоса.

## Демографія
Динаміка населення (INE ):